# Acentroscelus peruvianus
Acentroscelus peruvianus là một loài nhện trong họ Thomisidae.
Loài này thuộc chi Acentroscelus. Acentroscelus peruvianus được Eugen von Keyserling miêu tả năm 1880.